# Lubik Imre
Lubik Imre (Budapest, 1904. december 7. – Budapest, 1964. január 17.) magyar trombitaművész, zenepedagógus. 

## Életpályája
A budapesti Liszt Ferenc Zeneművészeti Főiskola hallgatójaként végezte tanulmányait. 1926-tól a Magyar Állami Operaház, illetve a Budapesti Filharmóniai Társaság Zenekarának volt művésze. 1945-től a Zeneakadémián trombitát, módszertant és fúvós kamarazenét tanított.
Megalapította, módszertanilag kidolgozta, s a közép- és felsőfokú művészképzésben bevezette a rézfúvós kamarazenét. Iskolája, módszertana, szóló- és kamarazenei kiadványai jelentek meg.

## Családja
Szülei: Lubik Zoltán (1865–1943) és Stenkó Julianna voltak. 1933. szeptember 5-én, Budapesten házasságot kötött Elek Hedviggel. Lubik Hédy (1934–2022) hárfaművész és Lubik Zoltán (1932–1983) kürtművész édesapja.
Sírja a Farkasréti temetőben található.

## Díjai
- Munka Érdemrend (1954)[6]